# Martinsroda

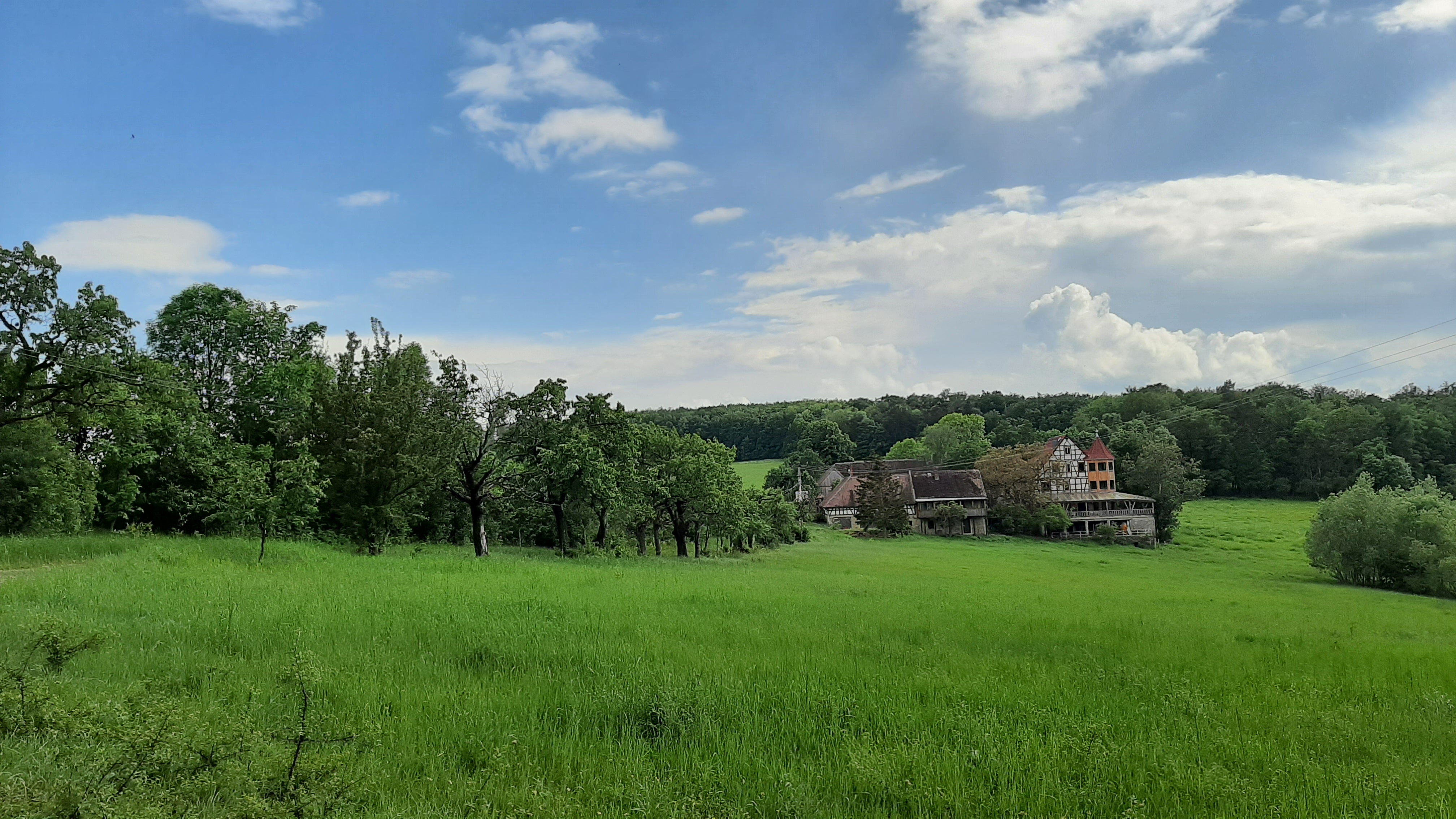
Blick von Norden auf Martinsroda vom Ende der Stichstraße aus Kleinbucha

Das frühere Vorwerk Martinsroda gehört zum Ortsteil Kleinbucha der Gemeinde Eichenberg im Saale-Holzland-Kreis in Thüringen.

## Geografie
Zwei Kilometer nordwestlich von Kleinbucha, nach stetig steigendem Gelände, befindet sich auf einem nach Norden abfallenden Hochplateau zwischen Dehnatal und Reinstädter Grund das einstige Vorwerk Martinsroda, das dem ehemaligen Rittergutes Eisenberg zugehörig war. Nördlich, unterhalb des Hopfenberges, liegt das Dorf Geunitz.   

## Geschichte

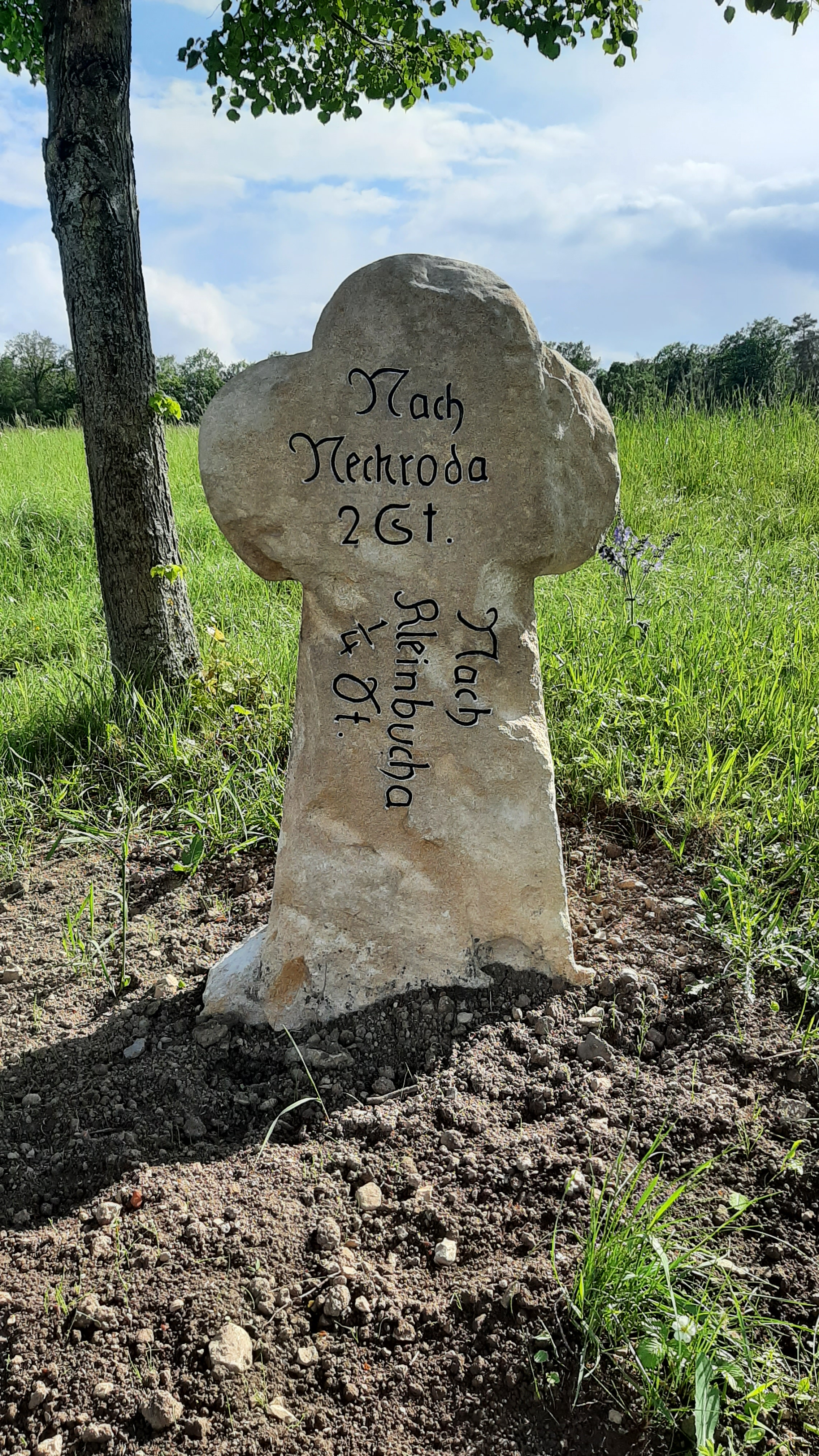
Wegstein nahe der Straße von Kleinbucha nach Martinsroda

Die urkundliche Ersterwähnung wurde bereits am 30. April 1341 für Martinsroda überliefert.
Die Auen der Flüsse und Bäche waren damals meist noch nicht entwässert, deshalb wich man auf höher gelegene ebene Flächen aus, um die Versorgung der Bewohner des Umfeldes und der wachsenden Städte zu garantieren. So war wohl die Reaktion vom Rittergut in Eisenberg, dessen Herrenhaus noch am Steinweg 2 steht. Das Vorwerk in Martinsroda blieb aber erhalten. Die naturnahe Lage war wohl Voraussetzung, dass sich stets Interessenten unter den jeweiligen gesellschaftlichen Verhältnissen fanden und die Existenz des Anwesens ermöglichten. Privatbesitzer nutzten das Anwesen und das Land. Gesellschaftliche Institutionen richteten in Zeiten der DDR Kinderferienlager ein und das Land bewirtschafteten LPG-Bauern. Auch die Universität Jena unternahm damals Exkursionen nach Kleinbucha und Martinsroda. Jetzt ist das Vorwerk wieder in Privatbesitz.